# Barbitistes
Genre
Barbitistes (les barbitistes en français), est un genre d'orthoptères de la famille de Tettigoniidae, de la sous-famille des Phaneropterinae et de la tribu des Barbitistini.

## Distribution
Les espèces de ce genre se rencontrent en Europe (sauf Îles Britanniques et Scandinavie).

## Liste des espèces
Selon BioLib (29 juin 2014)
- Barbitistes berenguieri Fagniez, 1935
- Barbitistes brunneri Pancic, 1883
- Barbitistes constrictus Brunner von Wattenwyl, 1878
- Barbitistes fischeri (Yersin, 1854)
- Barbitistes kaltenbachi Harz, 1965
- Barbitistes obtusus Targioni-Tozzetti, 1881
- Barbitistes ocskayi (Charpentier, 1850)
- Barbitistes serricauda (Fabricius, 1798) - le barbitiste des bois
- Barbitistes vicetinus Galvagni & Fontana, 1993
- Barbitistes yersini Brunner, 1878

## Risque de confusion
Attention de ne pas les confondre avec les Ephippiger, dont le pronotum est en forme de "selle de cheval" (d'où leur nom).